# Lobamba
Lobamba is  de traditionele  en wettelijke hoofdstad van Swaziland. Het is de residentie van (de huidige) koning Mswati III en de koningin-moeder, Ntombi la Twala, en tevens de zetel van het parlement, dat uit de senaat en het huis van afgevaardigden bestaat. Lobamba ligt op 10 km ten zuidoosten van Mbabane, de bestuurlijke hoofdstad van Swaziland.
Lobamba telt ongeveer 5800 inwoners en ligt in het district Hhohho. 